# Juan Toscano-Anderson
Juan Ronel Toscano Anderson (Oakland, California, 10 de abril de 1993) es un jugador de baloncesto mexicano-estadounidense que pertenece a la plantilla del Pallacanestro Trieste de la Lega Basket Serie A italiana. Con 1,98 metros de altura juega en la posición de alero.

## Carrera

### Universidad
Disputó su carrera universitaria en los Golden Eagles de Marquette durante cuatro años.
| Año     | Equipo    | PJ  | PT | MPP  | %TC  | %3P  | %TL  | RPP | APP | ROB | TPP | PPP |
| ------- | --------- | --- | -- | ---- | ---- | ---- | ---- | --- | --- | --- | --- | --- |
| 2011-12 | Marquette | 24  | 0  | 4.5  | .385 | -    | .667 | .8  | .2  | .2  | .0  | .7  |
| 2012-13 | Marquette | 35  | 31 | 13.0 | .330 | .286 | .567 | 2.9 | .9  | .6  | .3  | 2.7 |
| 2013-14 | Marquette | 31  | 19 | 13.5 | .378 | .192 | .731 | 3.3 | 1.0 | 1.0 | .2  | 3.2 |
| 2014-15 | Marquette | 31  | 27 | 28.5 | .490 | .348 | .553 | 5.7 | 1.7 | 1.1 | .4  | 8.3 |
| Total   | Total     | 121 | 77 | 15.4 | .421 | .289 | .593 | 3.3 | 1.0 | .8  | .3  | 3.8 |

### Profesional
Tras no ser seleccionado en el Draft de la NBA de 2015, el 2 de septiembre de 2015, se une a los Soles de Mexicali de la Liga Nacional de Baloncesto Profesional (LNBP).
En octubre de 2016 debuta con Fuerza Regia de Monterrey en la LNBP. 
En junio de 2017, disputa unos encuentros con los Bucaneros de La Guaira de la Liga Profesional de Baloncesto de Venezuela (LPB). El 29 de septiembre de 2017 se confirma su regreso al equipo de Monterrey Fuerza Regia para volver a ser campeón, tras no concretar un acuerdo con CB Murcia de la Liga ACB.
Tras disputar el training camp, el 1 de noviembre de 2018, es incluido en la plantilla de los Santa Cruz Warriors. Tras una buena temporada, es parte del equipo de nuevo de cara a la temporada 2019–20.
El 6 de febrero de 2020, firma un contrato de tres años con Golden State Warriors de la NBA. El 23 de febrero, registra su máxima puntuación de la temporada con 16 puntos ante New Orleans Pelicans. En total disputó 13 encuentros con el primer equipo.
En su segunda temporada con el equipo, el 19 de diciembre de 2020, es cortado. Pero, es contratado de nuevo 3 días después con un contrato dual, que le permite jugar con el filial de la G League, los Santa Cruz Warriors. Finalmente, el 7 de mayo de 2021, tras su buen rendimiento, consigue un contrato estándar con el primer equipo.
El 16 de junio de 2022 se proclama campeón de la NBA por primera vez en su carrera, tras vencer a los Celtics en la Final (4-2), siendo el primer mexicano en ganar un anillo NBA.
El 30 de junio de 2022, firma un contrato por 2 temporadas y $2,1 millones con Los Angeles Lakers.
El 8 de febrero de 2023 es traspasado a Utah Jazz en un intercambio entre tres equipos y en el que se vieron involucrados hasta ocho jugadores.
El 30 de septiembre de 2023, firma por los Capitanes de Ciudad de México de la NBA G League. Pero el 15 de diciembre firma con los Sacramento Kings. El 21 de febrero de 2024, anuncia su regreso a los Capitanes de Ciudad de México de la NBA G League.
El 17 de octubre de 2024 regresa a Capitanes.
El 14 de agosto de 2025 fichó por el Pallacanestro Trieste de la Lega Basket Serie A italiana.

### Selección nacional
Fue parte de la selección de baloncesto de México que disputó la clasificación a las olimpiadas del año 2016.

## Estadísticas de su carrera en la NBA
|  | Denota temporada en la que ganó un campeonato de la NBA |

### Temporada regular
| Año     | Equipo       | PJ  | PT | MPP  | %TC  | %3P  | %TL  | RPP | APP | ROB | TPP | PPP |
| ------- | ------------ | --- | -- | ---- | ---- | ---- | ---- | --- | --- | --- | --- | --- |
| 2019-20 | Golden State | 13  | 6  | 20.9 | .460 | .348 | .600 | 4.0 | 2.0 | 1.0 | .4  | 5.3 |
| 2020-21 | Golden State | 53  | 16 | 20.9 | .579 | .402 | .710 | 4.4 | 2.8 | .8  | .5  | 5.7 |
| 2021-22 | Golden State | 73  | 6  | 13.6 | .489 | .322 | .571 | 2.4 | 1.7 | .7  | .2  | 4.1 |
| 2022-23 | L.A. Lakers  | 30  | 7  | 12.2 | .500 | .200 | .733 | 2.0 | .8  | .3  | .2  | 2.7 |
| 2022-23 | Utah         | 22  | 2  | 15.2 | .403 | .174 | .889 | 2.9 | 1.8 | .3  | .1  | 3.4 |
| 2023-24 | Sacramento   | 11  | 0  | 4.8  | .250 | .250 | -    | 1.3 | .4  | .1  | .1  | .6  |
| Total   | Total        | 202 | 37 | 15.5 | .502 | .329 | .646 | 3.0 | 1.8 | .6  | .3  | 4.1 |

### Playoffs
| Año   | Equipo       | PJ | PT | MPP | %TC  | %3P  | %TL  | RPP | APP | ROB | TPP | PPP |
| ----- | ------------ | -- | -- | --- | ---- | ---- | ---- | --- | --- | --- | --- | --- |
| 2022  | Golden State | 14 | 0  | 3.5 | .400 | .400 | .333 | .7  | .6  | .1  | .1  | .8  |
| Total | Total        | 14 | 0  | 3.5 | .400 | .400 | .333 | .7  | .6  | .1  | .1  | .8  |

## Estadísticas de su carrera en la NBA G League

### Temporada regular
| Año     | Equipo           | PJ | PT | MPP  | %TC  | %3P  | %TL  | RPP | APP | ROB | TPP | PPP  |
| ------- | ---------------- | -- | -- | ---- | ---- | ---- | ---- | --- | --- | --- | --- | ---- |
| 2018-19 | Santa Cruz       | 43 | 16 | 24.4 | .436 | .349 | .590 | 7.0 | 2.2 | 1.3 | .9  | 7.2  |
| 2019-20 | Santa Cruz       | 31 | 12 | 29.0 | .494 | .277 | .698 | 9.0 | 2.5 | 1.4 | .5  | 12.5 |
| 2023-24 | Ciudad de México | 11 | 11 | 35.0 | .484 | .316 | .960 | 6.4 | 3.5 | 1.5 | .8  | 19.4 |
| Total   | Total            | 85 | 39 | 26.6 | .471 | .314 | .749 | 7.5 | 2.7 | 1.4 | .7  | 13.0 |

## Vida personal
Su padre es puertorriqueño mientras que su madre es mexicana (del estado de Michoacán), creció en un barrio latino a tan solo 10 minutos del Oracle Arena, la antigua casa de los Warriors, es por eso que siente una cercanía con el equipo.[cita requerida] En su niñez su deporte favorito era el fútbol hasta que ingresó a un campamento organizado por los Warriors. A partir de ahí comenzó el interés por el deporte y el equipo. Lleva el número 95 por ser la calle en la que creció.